# Заовражный (Самарская область)
Заовражный — посёлок в Кинель-Черкасском районе Самарской области. Входит в состав сельского поселения Новые Ключи.

## География
Расположен на правом берегу реки, протекающей в Орешниковом овраге, в 6 км к северо-востоку от села Новые Ключи, в 38 км к востоку от Отрадного, в 110 км к востоку от Самары.
Имеется подъездная дорога от автодороги Кинель-Черкассы — Октябрьский.

## История
В 1973 г. Указом Президиума ВС РСФСР посёлок отделения № 2 совхоза «Рабочий» переименован в Заовражный.

## Население
| 2010 |
| ---- |
| 98   |